# 花梨エンターテイメント
花梨エンターテイメント（かりんエンターテイメント）は、日本の東京都豊島区にあるゲームブランド。主に女性向けのゲームを企画制作している。
プロデューサーに風之宮そのえ、ディレクター・シナリオライター・作詞家・原画家の菜摘かんな、複数名のクリエイターが在籍している。

## 概要
前身は風之宮そのえ、菜摘かんなを中心に立ち上げたゲームサークル。2001年11月に法人化し、2007年までは2年に1タイトルを発表、2008年以降より年1タイトルのペースで発表を行う。
当初はBLゲームを制作していたが、後に乙女ゲーム、2008年以降はPlayStation 2やPlayStation Portableのプラットフォームで制作販売をしている。
ゴシック、ロリータ、パンクファッションを取り入れた独特な世界観、キャラクター作りが特徴的であり、モチーフとなる錬金術、バンパイア、グリム童話、天使や悪魔、ローマカトリック、19世紀ロンドン等に強いこだわりを持ち、開発前には徹底した取材を行う。また、ゴスロリお茶会への出展、ロリータブランドとのコラボレーション等のイベント及び、交流会も盛んに行っている。

## ゲームソフト
PC
- bois 〜機械仕掛けの街〜 (2002年8月23日)
- bois 星くずと鉄くずの箱庭 (2002年12月 ネット配信)
- アニマムンディ 終わりなき闇の舞踏 (2005年1月31日)
- en:Animamundi: Dark Alchemist(2006年3月31日　北米版アニマムンディ　発売：Hirameki International)
- プリンセスナイトメア (2007年4月27日)
- 断罪のマリア　(2009年2月13日)
- 絶対迷宮グリム 〜七つの鍵と楽園の乙女〜 ディレクターズカット版 (2011年7月22日)
- 断罪のマリア Complete Edition (2013年9月27日)

PlayStation 2
- プリンセスナイトメア (2008年5月22日)

PlayStation Portable
- 絶対迷宮グリム 〜七つの鍵と楽園の乙女〜(2010年4月28日)
- 断罪のマリア ラ・カンパネ (2012年5月31日)
- 英国探偵ミステリア (2013年3月7日 発売元：マーベラスAQL)
  - 2015年3月12日をもって、株式会社マーベラスとの契約が終了。
- 絶対迷宮グリム 〜七つの鍵と楽園の乙女〜 ベスト版 (2013年7月25日)

PlayStation Vita
- 絶対迷宮　秘密のおやゆび姫 (2015年7月30日)
- 英国探偵ミステリア The Crown (2016年2月11日)
- オメルタ CODE:TYCOON戒 (2016年3月17日)

## CD
アニマムンディ 終わりなき闇の舞踏
- オリジナルサウンドトラック 漆黒の鎮魂歌 （2005年3月2日）
- vol.1 親友編 〜遠き日の記憶〜 （2005年9月16日）
- vol.2 暗黒編 〜結社の狂宴〜 （2005年10月21日）
- vol.3 王宮編 〜反逆の警鐘〜 （2005年12月29日）

プリンセスナイトメア
- プリンセスナイトメアキャラクターソングコレクション
  - Vol.1「お前だけのヒーロー」犬飼一狼太（小野大輔）
  - Vol.2「千の嘘+唯一の愛」ラドウ・ドラクレア（遊佐浩二）
  - Vol.4「不可侵グランドオペラ」ファントム（緒方恵美）
  - Vol.5「光を憎み、闇を抱くもの」メフィスト（安元洋貴）
  - Vol.6「イコール」フランケン・リースリング（谷山紀章）
  - Vol.7「アレストゲーム」ヴァン・ヘルシング教授（荻原秀樹）
  - Vol.8「煉獄への警鐘」ドラクレア伯爵（安元洋貴）
- 主題歌「東京ジオラマ」・「悪夢の姫君」（片霧烈火）
- オリジナルサウンドトラック「万魔城の舞踏会」
- キャラクターソングコレクションアルバム「悪しき者の晩餐会」

断罪のマリア
- サウンドトラック「エデンの夜想曲」（2009年4月24日）
- キャラクターソングアルバム gran jubilee vol.1 魂の拍動編（2009年4月24日）
- キャラクターソングアルバム gran jubilee vol.2 迷宮の子羊編（2009年6月26日）
- キャラクターソングアルバム gran jubilee vol.3 天の揺り篭編（2009年9月18日）
- ヘルファイアラジオCD vol.1 / vol.2（2009年4月10日）
- ラ・カンパネラ キャラクターソング 第1弾「ジード・日和」（2012年09月28日）
- ラ・カンパネラ キャラクターソング 第2弾「ジョーカー・秀麗水鏡」（2013年1月25日）

絶対迷宮グリム
- 絶対迷宮グリム 〜七つの鍵と楽園の乙女〜 サウンドトラック「森の演奏会」（2010年4月28日発売）
- 絶対迷宮グリム 〜七つの鍵と楽園の乙女〜 キャラクターコンセプトCD Vol.1 - Vol.11 
  - 「野イチゴを摘むあかずきん ～ようこそグリム迷宮一座へ～」 / あかずきん（柿原徹也）（2010年7月16日発売）
  - 「悪魔の笛吹きハーメルン」 / ハーメルン（寺島拓篤）（2010年7月16日発売）
  - 「星を数えるラプンツェル」 / ラプンツェル（阿澄佳奈）（2010年7月30日発売）
  - 「おとぎの絵描きルートヴィッヒ」 / ルートヴィッヒ・グリム（水島大宙）（2010年7月30日発売）
  - 「迷子の森のヘンリエッタ」 / ヘンリエッタ・グリム（伊瀬茉莉也）（2010年8月13日発売）
  - 「悪魔の道化師♪夢魔」 / 夢魔（藤原祐規）（2010年8月13日発売）
  - 「LOVE☆いばら道 〜いばら姫〜」 / いばら姫（水原薫）（2010年8月27日発売）
  - 「誰も私を☆起こさないで 〜いばらの王子〜」 / いばらの王子（諏訪部順一）（2010年8月27日発売）
  - 「みにくい蛙の王子さま 〜フロッギー・ショウ〜」 / 蛙の王子（岸尾だいすけ）（2010年9月10日発売）
  - 「グリム王国の王女さま 〜ヴィルヘルム・グリム〜」 / ヴィルヘルム・グリム（平川大輔）（2010年9月10日発売）
  - 「迷宮一座・ユメノ終末 グラン・フィナーレ 〜ヤーコプ・グリム〜」 / ヤーコプ・グリム（成田剣）（2010年9月10日発売）
- 絶対迷宮グリム 〜七つの鍵と楽園の乙女〜 ディレクターズカット版 マキシシングルCD「星の銀貨あつめて」（2011年8月26日発売）
- バラエティドラマCD 絶対迷宮グリム 〜七つの鍵と楽園の乙女〜 Vol.1 - Vol.2 
  - 〜森に隠れた月の館〜（2010年12月29日発売・ジェネオン・ユニバーサル）
  - 〜危険な魔法の毒林檎!?〜（2010年12月29日発売・ジェネオン・ユニバーサル）

英国探偵ミステリア
- 英国探偵ミステリア キャラクターソングシリーズ vol.1 - vol.10（以下、CDの発売元は全て花梨エンターテイメント）
  - 「時限迷宮」 / ホームズJr.（鈴木千尋）（2013年3月7日発売）
  - 「最大風速センチメント」 / ワトソンJr.（木村良平）（2013年3月7日発売）
  - 「三日月テラスのエトランゼ」 / セーラ・マープル（本多真梨子）（2013年4月11日発売）
  - 「おやすみメランコリア」 / 切り裂きジャック（藤原祐規）（2013年4月11日発売）
  - 「おませな☆レディ☆カスタード」 / ミス・ハドソン（寺崎裕香）（2013年5月16日発売）
  - 「踊れムーラン・ルージュ」 / ルパンJr.（松風雅也）（2013年5月16日発売）
  - 「ビスケット&ハニー&ホリデイ」 / 小林誠司（豊永利行）（2013年5月16日発売）
  - 「螺鈿のラファーガ」 / 明智健一郎（三浦祥朗）（2013年6月6日発売）
  - 「お出かけには傘をお忘れなく」 / ペンデルトン（飯田利信）（2013年6月6日発売）
  - 「おはようリトル・ベリー」 / エミリー（明坂聡美）（2013年6月6日発売）
- 英国探偵ミステリア サウンドトラック「ミステリアスシンフォニー」（2013年4月11日発売）

## DVD
- プリンセスナイトメア 朗読劇DVD
- 英国探偵ミステリア ミステリアスパレード
- 英国探偵ミステリア ミュージカルライブ

## WEBラジオ
- パーソナリティ - 藤原祐規、横田紘一
  - ヘルファイアラジオ
  - おとぎラジオ
  - かりんラジオ

## ニコニコ生放送
- 花梨チャンネル　
  - おやゆびラジオ
    - パーソナリティ - 吉岡麻耶、山谷祥生、比上孝浩

  - 黒薔薇ジヲ
    - パーソナリティ - 大野剣

  - ストロベリーセッション
    - パーソナリティ - 野辺健太、土岐隼一、徳武竜也

  - オメガラジオ
    - パーソナリティ - 野辺健太、野中亮、源馬大貴

## 開発協力
自社企画・自社制作・自社販売を基本姿勢としているが、場合によって他社で販売をする事がある。
グラフィックのみの制作や、他社の制作支援も行っている。
- Yo-Jin-Bo〜運命のフロイデ〜 (株式会社ツーファイブ)
  - システム／グラフィック制作
- 今日から㋮王! おれさまクエスト (株式会社ツーファイブ)
  - グラフィック制作

- といろ小町～紅に染まるそのときまで～ （月下氷人）
  - システム／グラフィック制作
- 天下一　戦国Lovers (株式会社エミック)
  - グラフィック制作
- 恋維新　幕末Lovers (株式会社エミック)
  - グラフィック制作
- 英雄☆三国志Lovers (株式会社エミック)
  - グラフィック制作
- 恋戦隊LOVE&PEACE (株式会社エミック)
  - グラフィック制作

- 大和彼氏(株式会社ドワンゴ)
  - グラフィック制作
- 明治東亰恋伽 (株式会社ドワンゴ)
  - 携帯ゲーム版グラフィック制作
- 明治東亰恋伽 トワヰライト・キス (株式会社ブロッコリー)
  - グラフィック制作

- 刻の男組 (株式会社フロンティアワークス)
  - CDジャケット制作

- イケメン☆アルバム (BlueButterfly)
  - CDジャケット制作

- 神様はじめました (株式会社ポニーキャニオン)
  - 特典ドラマCD　脚本
- 吉原彼岸花（アロマリア）
  - グラフィック制作